# Ахмадов, Аслан Гюлоглан оглы
Аслан Гюлоглан оглы Ахмадов (азерб. Aslan Əhmədov; род. 12 февраля 1973, Баку, Азербайджанская ССР) — российский продюсер, фотограф и художник, режиссёр. С 2011 года член Союза фотохудожников России.

## Биография
Родился 12 февраля 1973 года в Баку. Окончил режиссёрский факультет Азербайджанской академии искусств.
Сотрудничал в роли стилиста с Лаймой Вайкуле, Азизой, Людмилой Гурченко.
В 2002 году был создателем и участником трио Fresh Art (Аслан Ахмадов, Давид Геворков и Александр Сирадекиан) (певец, танцор, модельер). Одежду от Fresh Art носили Монсерат Кабалье, Мэрилин Мэнсон, теннисистки сёстры Уильямс и другие знаменитости.
В 2011 году стал членом Союза фотохудожников России.
В 2016 году участвовал в проекте «Голос».

## Телевидение
В 2008 году — соведущий цикла телевизионных программ «Полиция моды» на телеканале «Муз-ТВ».
В 2010 году — соавтор и фотограф телевизионного проекта «Бабье лето» на телеканале «Домашний».

## Фотопроекты и фотовыставки
В ноябре 2012 года фотография «Руки Л. М. Гурченко» была продана на лондонском аукционе Филлипс де Пюри за 3750 фунтов.
Работы Аслана Ахмадова продавались на аукционе ArtInvestment.
Фотопроекты художника рецензируются профессионалами и посетителями выставок, особый интерес среди них представляет[для кого?] отзыв Василия Церетели.

### Выставка «Бабье лето»
В феврале 2011 года в Москве прошла первая выставка «Бабье лето». Позже выставка прошла в городах Волгоград, Воронеж, Екатеринбург, Иркутск, Казань, Нижний Новгород, Новосибирск, Омск, Пермь, Ростов-на-Дону, Самара, Санкт-Петербург, Сургут, Уфа.

### Выставка «RED»[21][22]
В декабре 2012 года прошла первая выставка «RED» в Московском музее современного искусства Российской академии художеств. В апреле 2013 года выставка проведена в Екатеринбургской галерее современного искусства. Далее работы серии «RED» увидели жители Санкт-Петербурга и Ростова-на-Дону.

### Выставка «Моя Люся»[27]
В ноябре 2015 года в галерее классической фотографии в Москве открылась первая выставка «Моя Люся» в память о Людмиле Гурченко. Среди первых гостей выставки были Филипп Киркоров, Кристина Орбакайте, Станислав Садальский, Светлана Светличная, Лариса Удовиченко. Проект «Моя Люся» — свободный взгляд фотографа Аслана Ахмадова на творчество великой актрисы — синтез совместно созданных портретных образов, короткометражных сюжетов, документальных съемок. Это дань памяти национальной героини. Выставка также прошла в Костроме.

## Видеоклипы
- Филипп Киркоров — на песню «Отпускаю тебя» (2012 год)[33].
- Алёна Апина — «Давай так», «Близость», «Девушка Бонда»
- Ирина Билык — Девочка на YouTube
- Сёстры Толмачёвы — Половинка на YouTube
- Александр Иванов и группа Рондо — Забытая (2019) на YouTube
- Лолита Милявская - Часы на YouTube

И другие.

## Личная жизнь

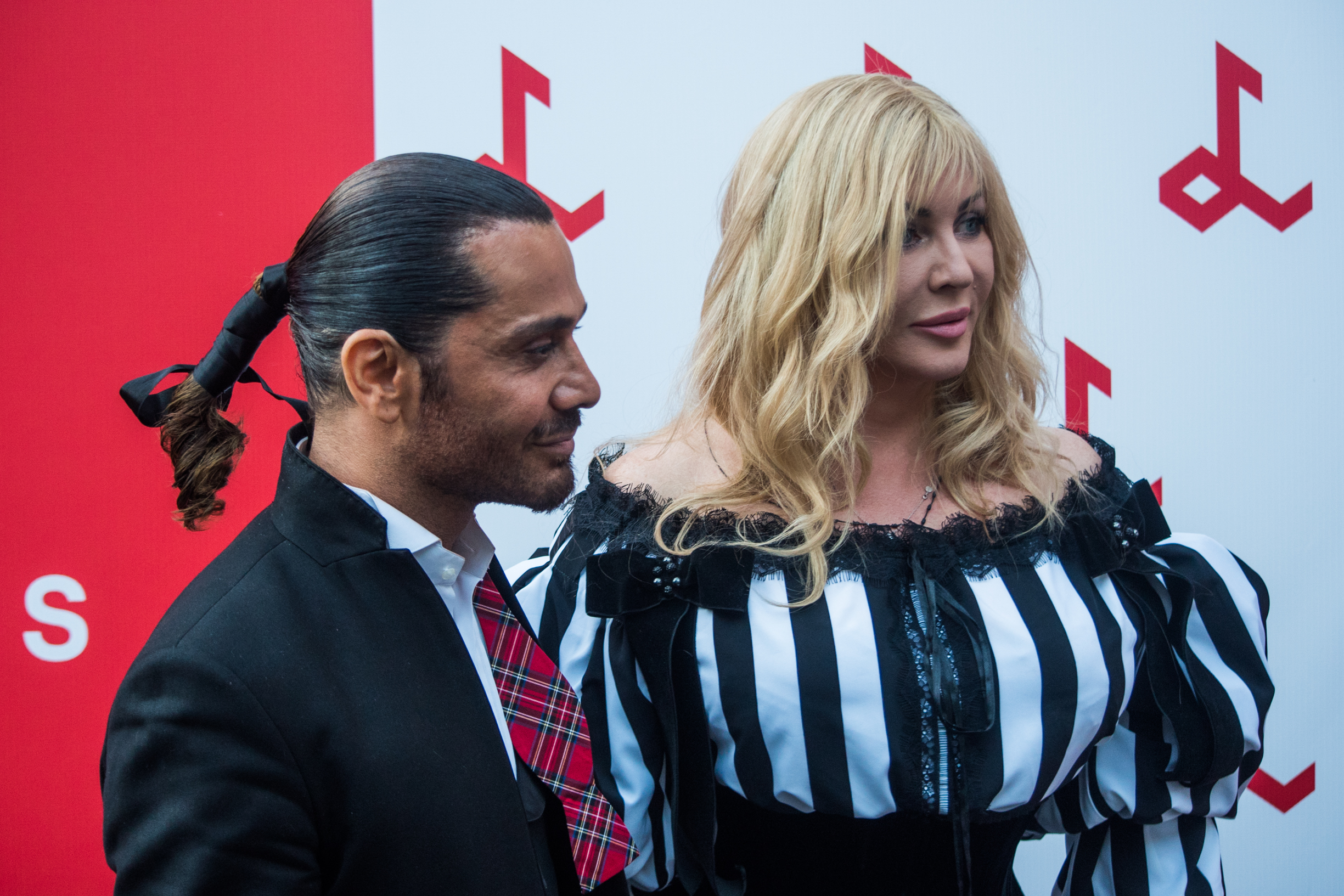
Ахмадов и Билык в 2017 году

Ахмадов был женат на украинской певице Ирине Билык, c которой имеет сына Табриза (род. 2015).